# Námětek
Námětek může být součástí tradiční krokevní konstrukce krovu. Námětek je připevněn na krokev a vazný trám a zalamuje tak spodní část střechy.
Námětky se typicky používají na mansardových střechách nebo tradičních věžních helmicích. Někdy jsou ale námětky využity i u moderních střech: pokud krokev netvoří přesah střechy, ale sedí patou přímo na podezdívce, využívá se jako přesah námětek.
Střecha s námětky vytváří v dolní části charakteristické zalomení, které by mělo být jen mírné a plynulé, aby byla z krytiny dobře odváděna voda.

Ukázky námětků použitých při střešních tesařských konstrukcích
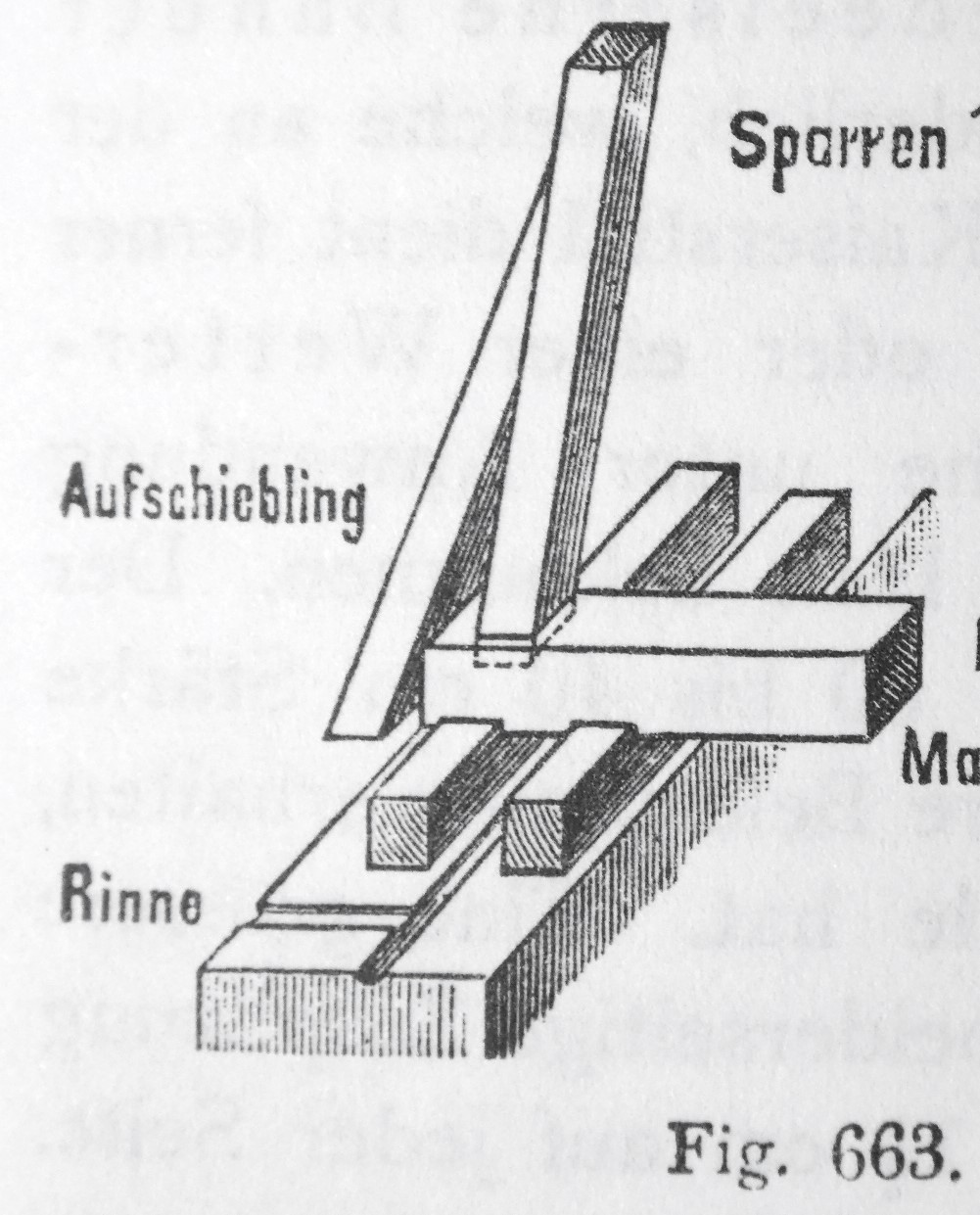
Námětek označen německým výrazem „Aufschiebling“
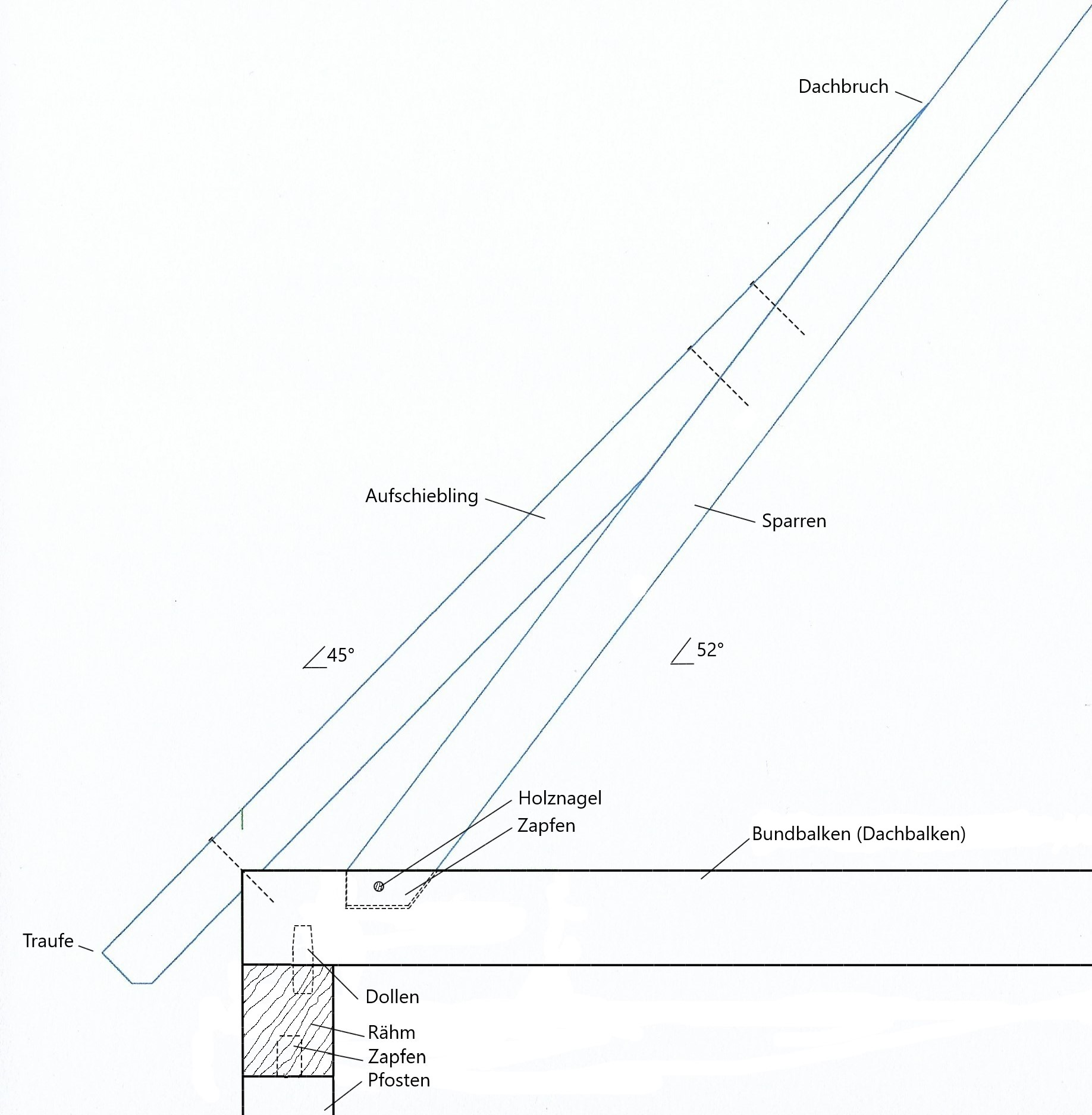
Námětek označen německým výrazem „Aufschiebling“
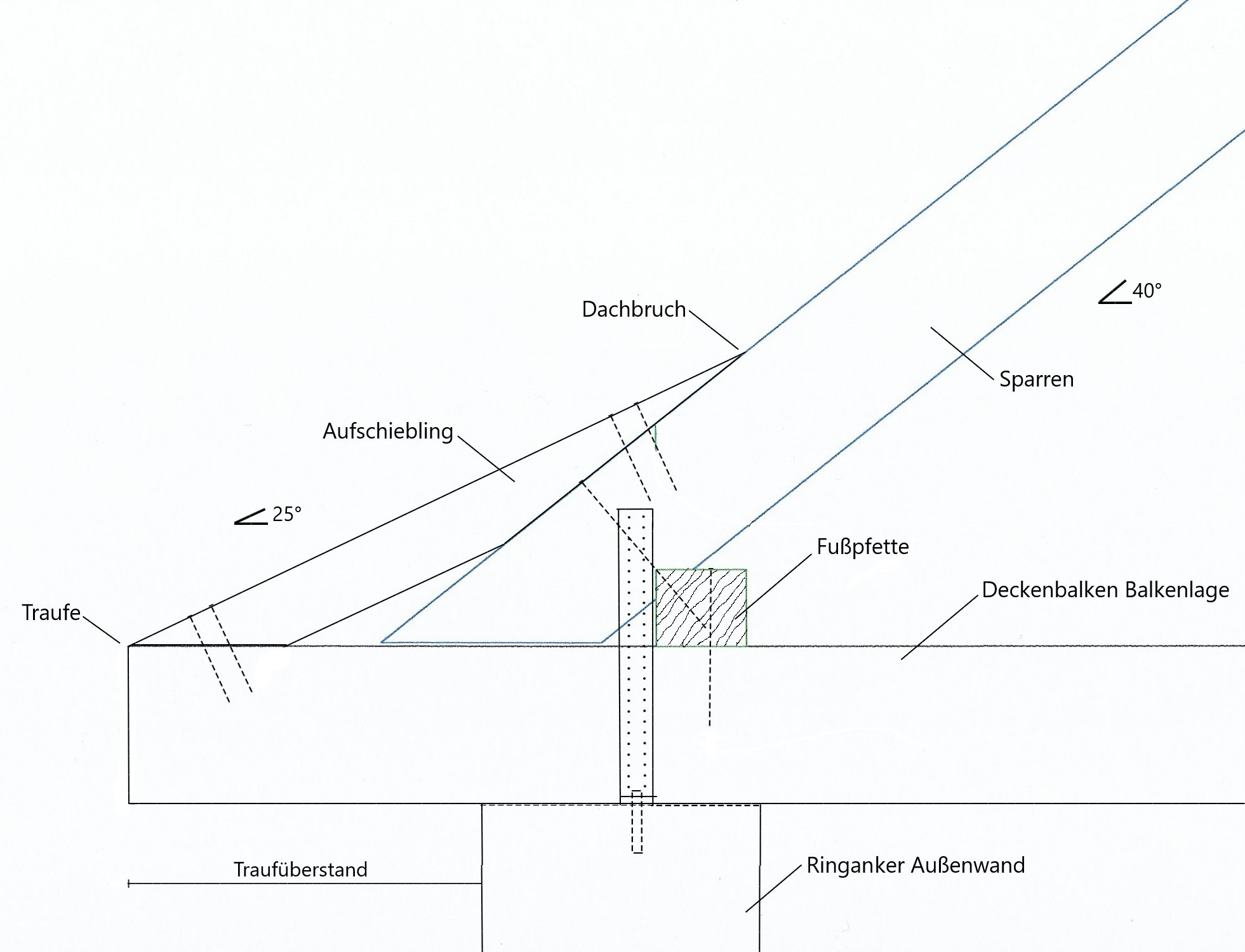
Námětek označen německým výrazem „Aufschiebling“

## Galerie

Praktické příklady objektů se střechami, kde jsou v konstrukci užity námětky
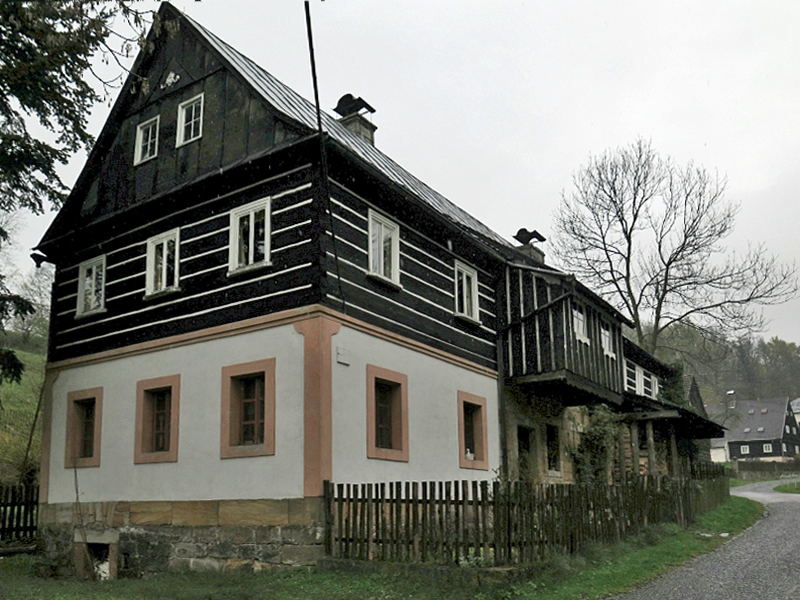
Venkovská usedlost čp. 58 v Lísce – střecha s námětky
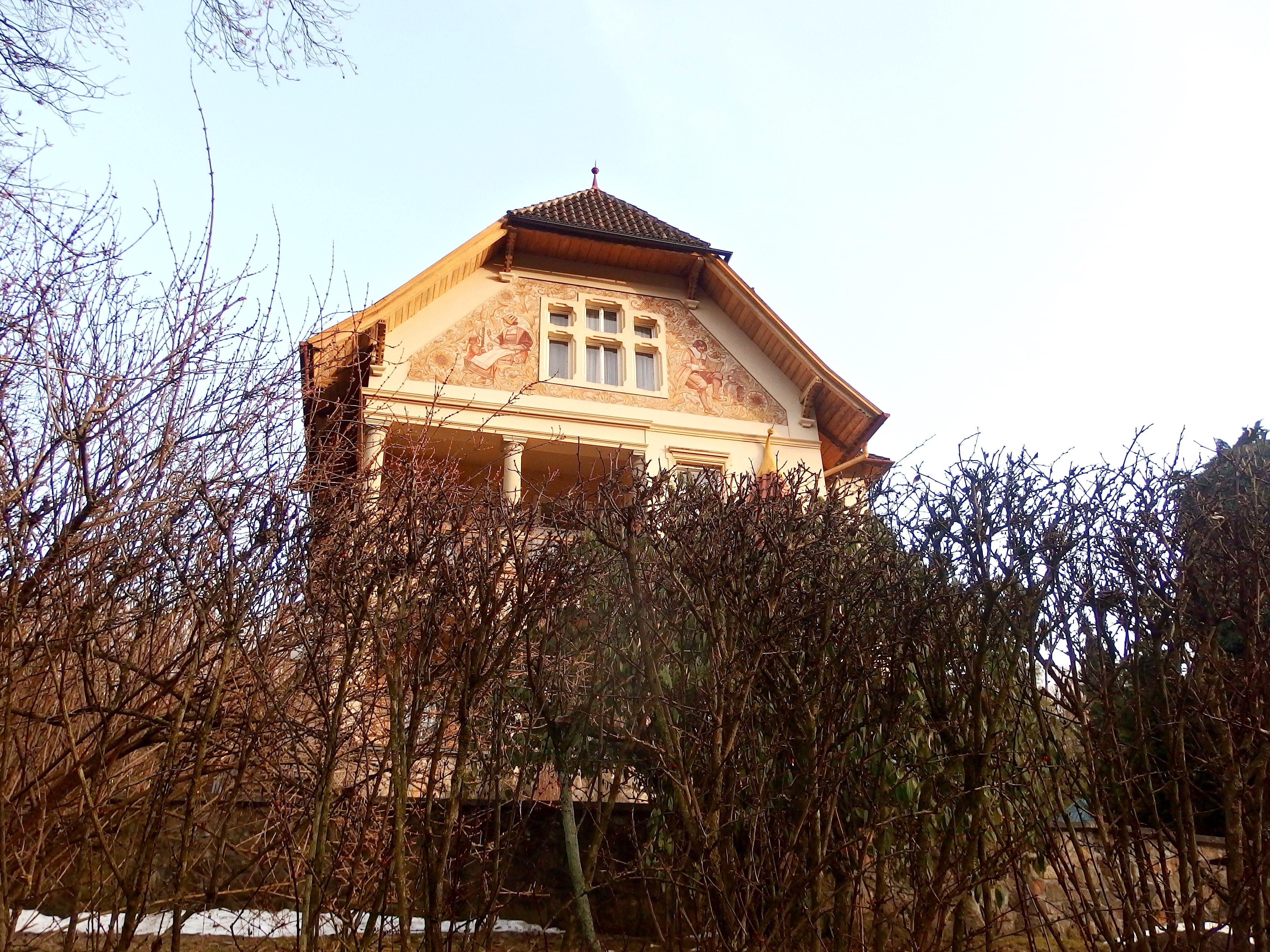
Vila Pracner v Luhačovicích – střecha s námětky
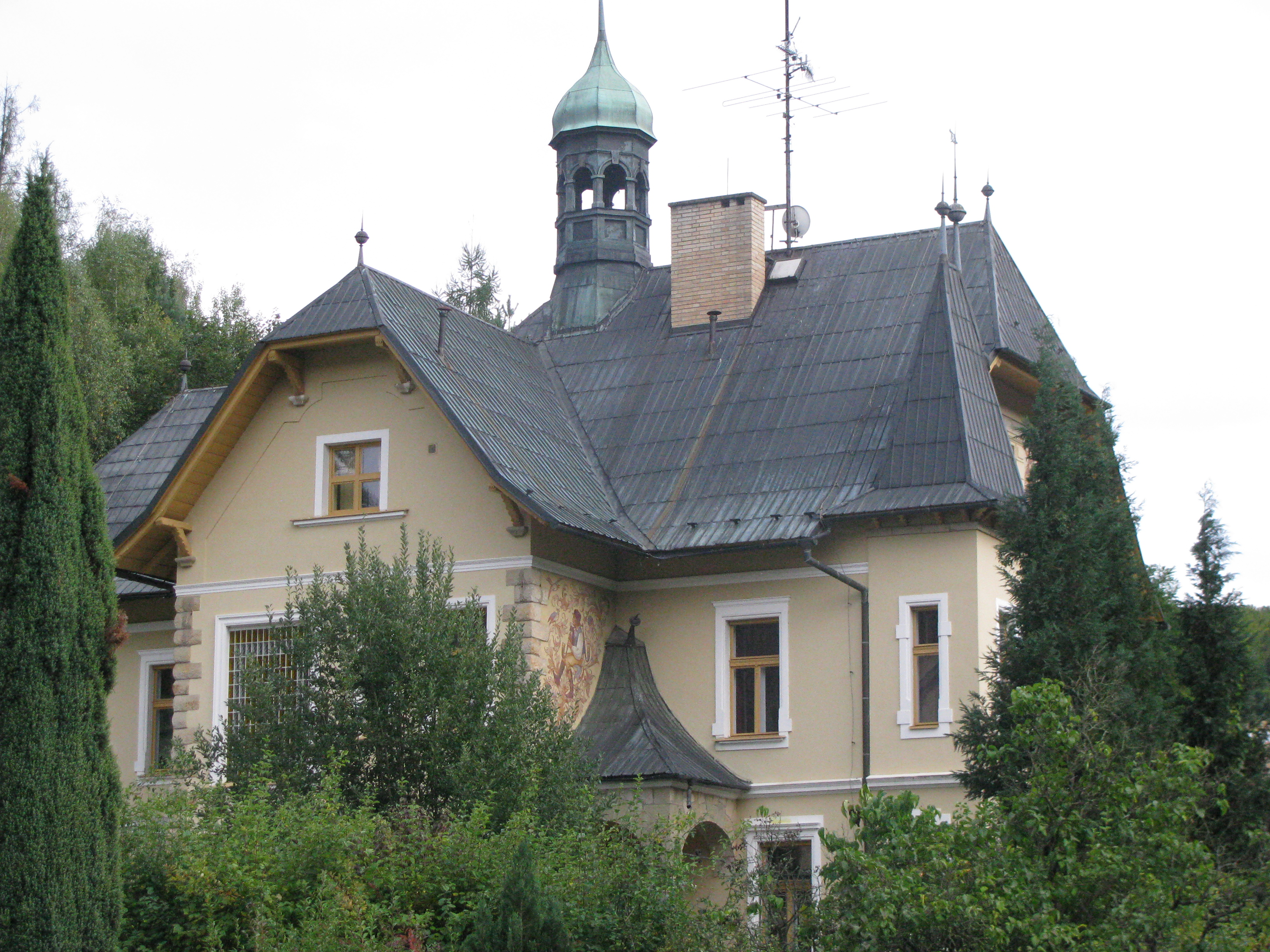
Vila Samohrd v Luhačovicích
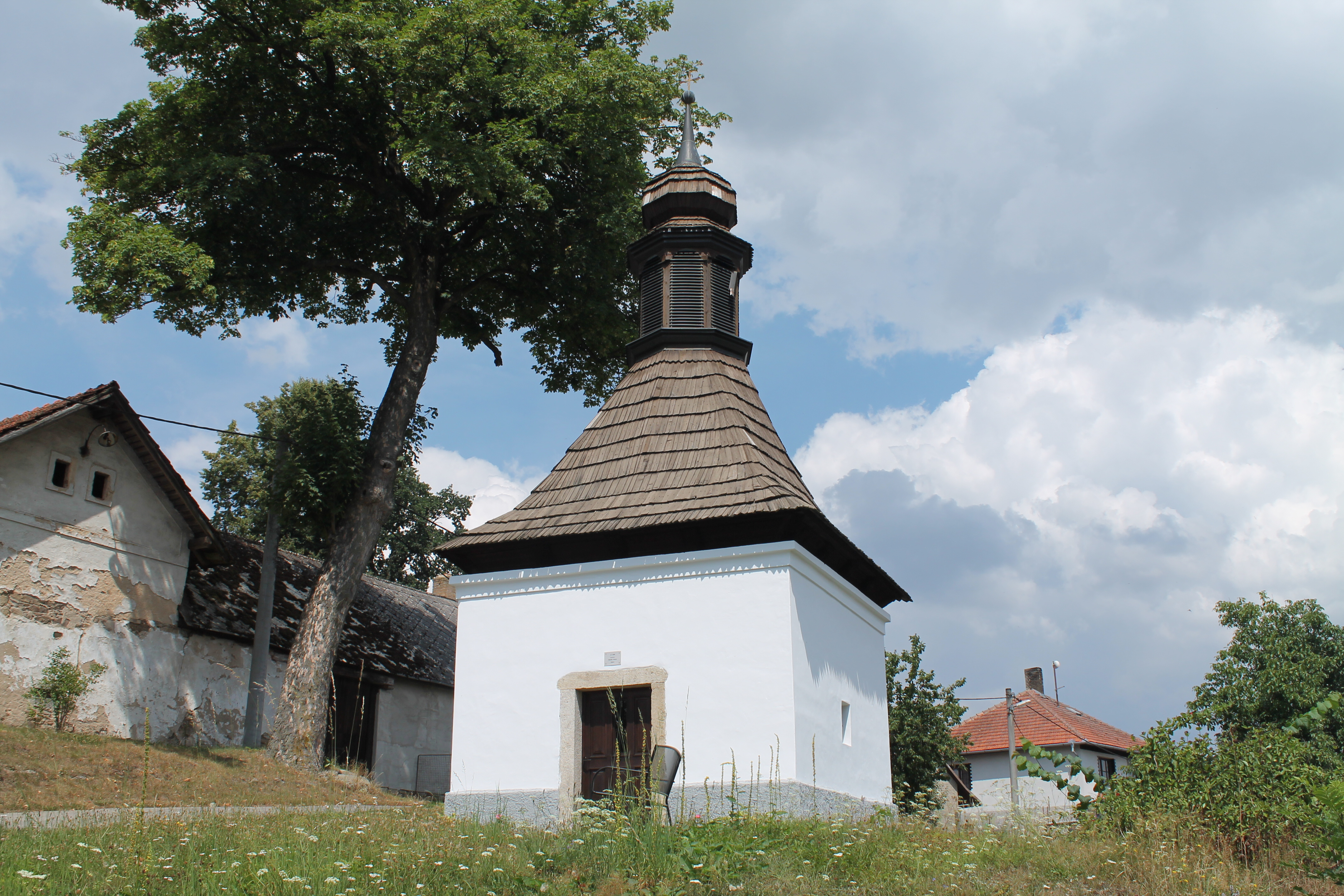
Zvonice v Hojkově – jehlancová střecha s námětky
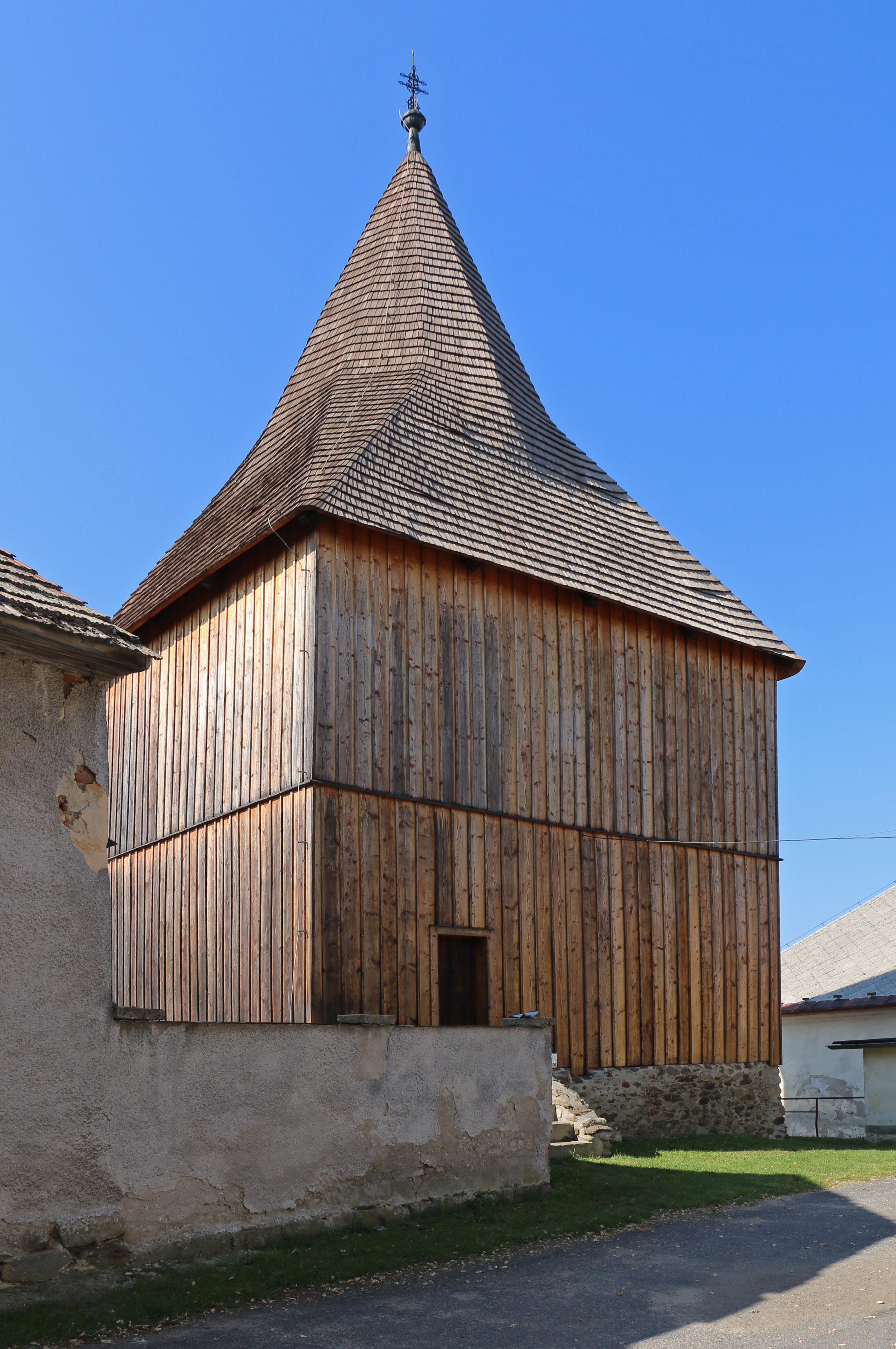
Zvonice ve Vyskytné – jehlancová střecha s námětky